# آرامگاه حکیم نزاری

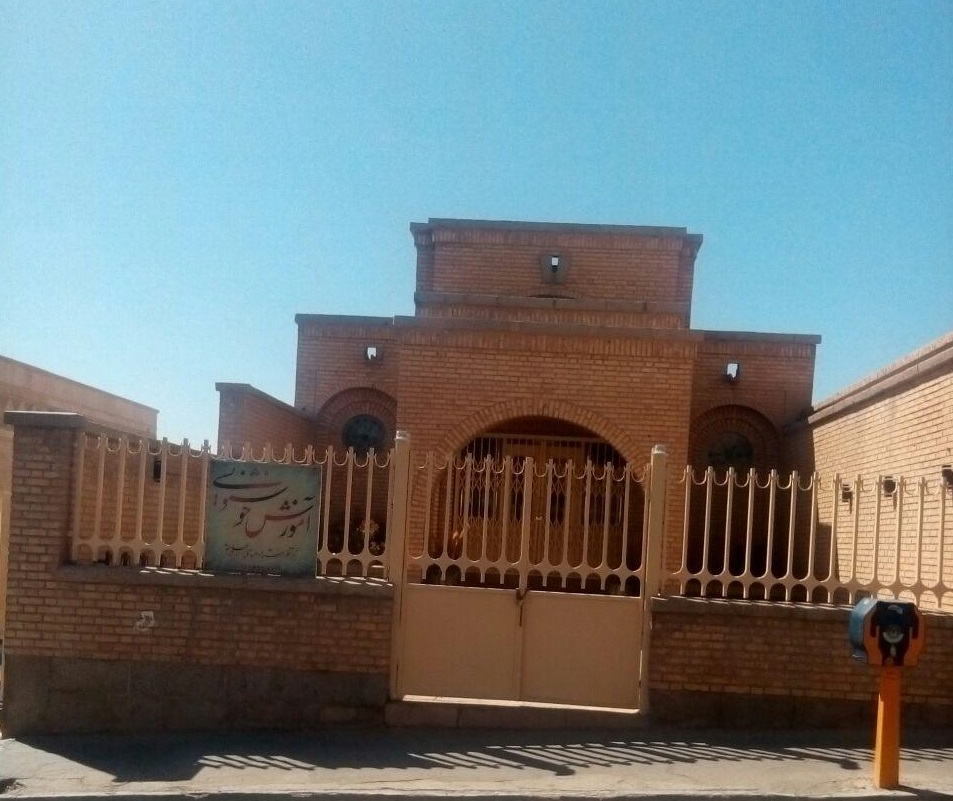
تصویر آرامگاه حکیم نزاری آبان ۱۳۹۶

آرامگاه سعد الدین نزاری قهستانی، ملقب به حکیم نزاری، سراینده و شاعر سده هفتم هجری، یکی از نقاط دیدنی و تاریخی شهر بیرجند است که در بافت قدیمی شهر واقع شده‌است. طرح این بنا گرفته شده از معماری ایرانی-اسلامی است. این بنا در تاریخ ۲۴/۳/۱۳۹۶ به شماره ۳۰۱۶۳ به فهرست آثار ملی ایران افزوده شد.
این آرامگاه هم‌اکنون در خیابان حکیم نزاری که به افتخار خود او نام گذاری شده‌است، قرار دارد.

## تاریخچه
غنی شهردار اسبق بیرجند دربارهٔ آرامگاه نزاری می‌گوید: قبر او در شهر بیرجند به مرور زمان مهجور شده بود و پس از فوت نزاری او در محل فعلی (میدان شهدا ابتدای خیابان حکیم نزاری) که در زمان قدیم قبرستان شهر بوده دفن شد. آن زمان ورودی شهر بیرجند از وسط خیابان منتظری به پایین بودکه اصطلاحاً به آن دم دروازه نیز می‌گفتند. غنی ادامه می‌دهد: بعدها برای او مقبره کوچکی ساختند؛ که به مرور زمان آن مقبره نیز تخریب شد و در دورانی هم مردم اعتراض کردند که چرا حکیم شهرشان مقبره ای در خور شان ندارد. تا اینکه حاجی ملک که متولی مقداری از موقوفات شهر بود مقبره کوچکی برای مزار نزاری درست کرد. مردم بیرجند هم به از این کار راضی شدند اما شهابی که از شاعران بزرگ نهبندان بود در سفری که برای زیارت قبر نزاری به بیرجند داشت از وضعیت موجود مقبره شکایت کرد و قصیده ای نیز سرود که یک بیت آن این بود:
| یا این هزار خشت تو برکن از این مزار |  | یا بقعه را فراخور حال حکیم ساز |

که این توصیه شهابی عملی نشد و به مرور زمان همان مقبره کوچک هم خراب شد لذا آن مکان چون قبرستان متروکه ای شده بود و شهرداری نیز طبق قانون مالک آن محسوب می‌شد زمین قبرستان متروکه را به بانک ملی فروخت که قبر نزاری نیز در این بین از دید مردمان شهر مغفول ماند و حتی بعدها سنگ قبر نزاری در شهرداری پیدا شده بود.

### مقاله دانشجویان دانشگاه تهران دربارهٔ آرامگاه نزاری
عده ای از دانشجویان دانشگاه تهران به قصد گردشگری علمی عازم هندوستان بودند و شب را می‌خواستند در بیرجند اقامت کنند به توصیه دکتر بیرجندی بنده مأمور اسکان این دانشجویان شدم. فردای آن شب مسافران سراغ قبر نزاری را گرفتند که چون اطلاع دقیقی از آن نداشتم از مرحوم پدرم آدرسش را سؤال کرده و آنها را به سر قبر نزاری بردم این دانشجوان پس از زیارت قبر نزاری به زیارت قبر ابن حسام خوسفی هم رفته بودند. بعد از اینکه به تهران بازگشتند مقاله ای را در یکی از جراید آن زمان چاپ کرده بودند و از مردم بیرجند خواسته بودند که مانند خوسفی‌ها که برای شاعرشان مقبره ای درست کرده بودند قبر نزاری را هم بازسازی کنند که پس از آن فرماندار وقت (مرحوم لنگری) به انجمن شهر نامه ای نوشت که در این مورد اقدام کنند.

## شعری که نزاری را صاحب آرامگاه کرد
غنی شهردار اسبق بیرجند می‌گوید: در انجمن شهر هم تصویب شد که نامه ای به یکی از مسئولان بلندپایه بیرجندی نوشته شود و از وی درخواست شود که برای این کار اقدام کند؛ لذا چون شهرداری قبلاً زمین قبرستان متروکه را به بانک ملی فروخته بود ایشان جواب دادند که زمین مربوط به من نیست و باید زمین را از بانک ملی بخواهید که این قضیه نیز در انجمن شهر مطرح و مقرر شد نامه ای برای واگذاری مقداری از کل زمین برای ساخت آرامگاه از مدیرعامل بانک درخواست شود. بنا به توصیه رئیس انجمن شهر این نامه را در قالب شعر نوشتم که آن اشعار به شرح ذیل است:
| ای حضرت خوش کیش ک هستی تو نکوکار   |  | ای آن که تو بخشنده چه بر دوست چه اغیار |
| دارم به تو پیغام من از اهل قهستان  |  | بشنو تو پیامم و هم این گفته و گفتار    |
| بیرجند بود مدفن شخصی که بزرگ است   |  | او شهره به حکمت بود و شعر به اقطار     |
| هم دوره سعدی است که این شاعر دانا  |  | او را بستوده است به اندیشه و اشعار     |
| بس ناموران پیرو هم شیوه و سبکش     |  | حافظ بنموده است از آن پیروی اقرار      |
| این شاعر با نام نزاری است که اینها |  | دربارهٔ او هست یکی مشت ز خروار          |
| آرامگهی داشته زمانی که به حق بود   |  | هم محفلی از اهل دل و مجمع احرار        |
| آرامگه و محوطه اش رفته ز کف حیف    |  | شد محوطه اش بانک و شد آرامگه انبار     |
| مردم همه رنجیده و افسرده و دلگیر   |  | از دست جفا پیشه این گیتی غّدار          |
| در شادی روحش همه گر جهد نمائیم     |  | ایزد بدهد مزد عمل وه که چه بسیار       |
| از حضرت خوش کیش تقاضای غنی هست     |  | بخشیدن آرامگهش با دو صد اصرار          |

وی خاطر نشان کرد: پس از ارسال این شعر بعد از مدتی سه مهندس به بیرجند آمدند و از طرف آقای خوش کیش صد متر زمین متعلق به بانک را جهت ساخت آراگاه به شهرداری واگذار نمودند. غنی یادآور شد: پس از اخذ سند زمین رئیس انجمن آثار ملی وقت به نام تیمسار آق اولی دستور ساخت مقبره را از مسئوول بلندپایه بیرجندی دریافت نمود و این ساختمان فعلی با نظارت مهندس جودت ساخته شد.

## دریغ از یک تابلو
در تاریخ سوم مهر ۱۳۹۶ مقاله ای به قلم سمیرا قاسمی در روزنامهٔ آوای خراسان جنوبی با عنوان: مزار نِزار «نزاری»، گنج خاموش بیرجند! منتشر شد نویسنده در این مقاله ضمن اشاره به تاریخچه ساخت آرامگاه نزاری و با انتقاد از مسئولین بیرجند می‌نویسد: که حتی برای این حکیم بزرگ ارزش یک تابلو و اسم را هم قائل نشده‌اند تا حداقل از روی اسم و تاریخچه آن مردم گذری این خیابان متوجه شوند.